# 德国三角洲航空
德国三角洲航空有限公司 （德語：DBA Luftfahrtgesellschaft mbH, 更早先被冠名为 Deutsche BA）是一家总部设在德国哈尔贝格莫斯辖区内慕尼黑机场的廉价航空公司.德国三角洲航空既运营德国国内航线，又提供开往欧洲其他国家和北非的国际包机。
2006年8月，德国三角洲航空被柏林航空收购，不过继续独立运营，在市场营销的时候则被标记为Air Berlin (powered by dba)。这种经营状况持续到2008年11月30日，当其被母公司柏林航空解散。自此之后，德国三角洲航空完全以柏林航空的名义运营，也交由柏林航空全权管理。